# ناحیه سویل، میشیگان
ناحیه سویل (به انگلیسی: Seville Township) یک منطقهٔ مسکونی در ایالات متحده آمریکا است که در شهرستان گراتیت، میشیگان واقع شده‌است.
 ناحیه سویل ۹۲٫۹ کیلومتر مربع مساحت و ۲٬۳۷۵ نفر جمعیت دارد و ۲۴۹ متر بالاتر از سطح دریا واقع شده‌است.